# Black Diamond (Flórida)
Black Diamond é uma Região censo-designada localizada no estado americano de Flórida, no Condado de Citrus.

## Demografia
Segundo o censo americano de 2000, a sua população era de 694 habitantes.

## Geografia
De acordo com o United States Census Bureau tem uma área de 
9,8 km², dos quais 9,8 km² cobertos por terra e 0,0 km² cobertos por água.

## Localidades na vizinhança
O diagrama seguinte representa as localidades num raio de 16 km ao redor de Black Diamond. 